# 山韭
山韭（学名：Allium senescens）为石蒜科葱属的植物。分布于欧洲、中亚地区、西伯利亚以及中国大陆的河北、山西、黑龙江、辽宁、吉林、新疆、内蒙古、甘肃、河南等地，生长于海拔50米至2,000米的地区，一般生长在草甸、草原以及山坡上，目前已由人工引种栽培。

## 别名
岩葱

## 异名
- Allium senescens L. f. albiflora Q. S. Sun

## 延伸阅读
[在维基数据编辑]
 《植物名實圖考·山韭》，出自吳其濬《植物名實圖考》